# Halvor Birkeland
Halvor Olai Birkeland (Austevoll, Hordaland, 30 d'octubre de 1894 - Bergen, Hordaland, 26 de juny de 1971) va ser un regatista noruec que va competir a començaments del segle xx. Era germà del també regatista Rasmus Birkeland.
El 1920 va prendre part en els Jocs Olímpics d'Anvers, on va guanyar la medalla d'or en els 12 metres (1907 rating) del programa de vela, a bord de l'Atlanta.